# Johann Georg Waibel
Johann Georg Waibel (28. srpna 1828 Dornbirn – 22. října 1908 Dornbirn) byl rakouský politik německé národnosti z Vorarlberska, v 2. polovině 19. století poslanec Říšské rady.

## Biografie

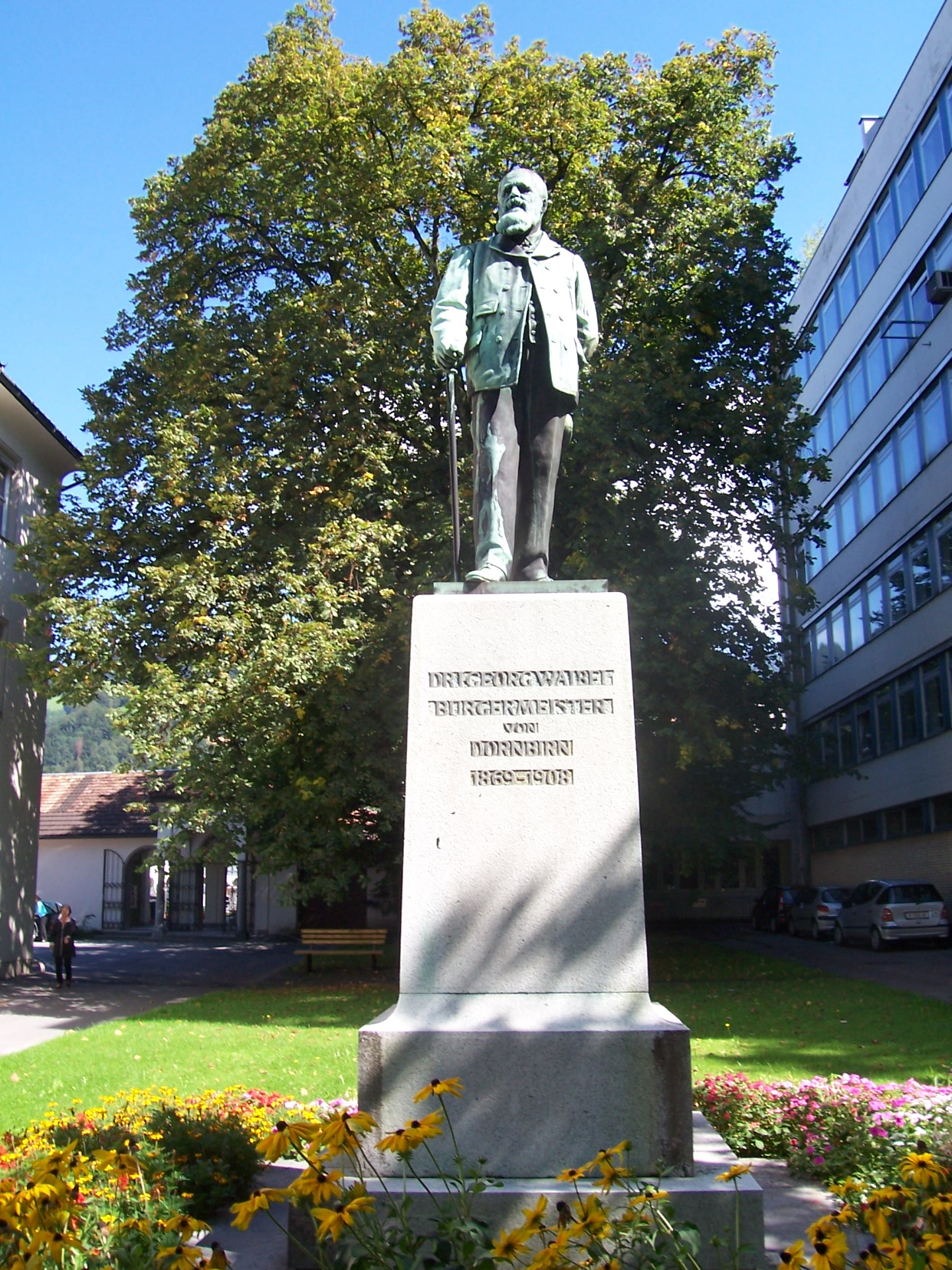
Pomník Johanna Georga Waibela před starou radnicí v Dornbirnu.

Pocházel z rodiny hospodáře. Jeho manželkou byla od roku 1883 Aurelia Waibel. Manželství bylo bezdětné.
Vychodil národní školu, soukromě ho vyučoval Franz Martin Kalb. Pak vystudoval gymnázium ve Feldkirchu, v letech 1846–1848 lyceum v Salcburku. Roku 1849 nastoupil na studium filozofie a přírodních věd na Mnichovské univerzitě. V letech 1849–1850 na ní studoval lékařství a ve studiu tohoto oboru pak pokračoval v letech 1850–1852 na Berlínské univerzitě a v letech 1852–1856 na Vídeňské univerzitě. Ve Vídni byl 5. února 1856 promován na doktora medicíny. Působil pak jako lékař ve všeobecné nemocnici ve Vídni. V roce 1859 si otevřel lékařskou praxi v Höchstu. Od roku 1861 byl obecním lékařem v Tschagguns. Roku 1863 se přestěhoval do Dornbirnu, kde si otevřel lékařskou praxi a v letech 1866–1869 zde zastával i funkci soudního lékaře.
Byl aktivní i veřejně a politicky. V letech 1867–1869 předsedal Spolku lékařů ve Vorarlbersku. V roce 1856 se stal řádným členem c. k. zeměpisné společnosti. V Dornbirnu spoluzakládal tělocvičný Turnverein. Od roku 1867 až do roku 1908 zasedal v Dornbirnu v obecním výboru a od února 1869 až do své smrti v říjnu 1908 byl starostou města. V roce 1884 získal Řád Františka Josefa a byl mu udělen také Řád železné koruny. Město Dornbirn mu roku 1894 udělilo čestné občanství a před místní radnicí stojí jeho pomník.
Od roku 1890 až do své smrti roku 1908 zasedal jako poslanec Vorarlberského zemského sněmu.
Byl také poslancem Říšské rady (celostátního parlamentu Předlitavska), kam nastoupil v doplňovacích volbách roku 1878, poté co rezignoval poslanec Rudolf Ganahl, za kurii městskou a obchodních a živnostenských komor ve Vorarlbersku, obvod Bregenz, Feldkirch atd. / Feldkirch. Slib složil 10. prosince 1878. Mandát zde obhájil ve volbách roku 1879, volbách roku 1885 a volbách roku 1891. V roce 1873 se uvádí jako Dr. Johann Georg Waibel, starosta, bytem Dornbirn.
Patřil mezi německé liberály (tzv. Ústavní strana, centralisticky a provídeňsky orientovaná). Jako ústavověrný poslanec se uvádí i po volbách roku 1879. Na Říšské radě se v říjnu 1879 uvádí jako člen staroněmeckého (staroliberálního) Klubu liberálů (Club der Liberalen). Po volbách roku 1885 byl členem klubu Sjednocené levice, do kterého se spojilo několik ústavověrných (liberálně a centralisticky orientovaných) politických proudů. Po rozpadu Sjednocené levice přešel do frakce Německorakouský klub. V roce 1890 se uvádí jako poslanec obnoveného klubu německých liberálů, nyní oficiálně nazývaného Sjednocená německá levice. I ve volbách roku 1891 byl na Říšskou radu zvolen za klub Sjednocené německé levice.